# Технічний Університет Гебзе - Фатіх (станція)
40°48′28″ пн. ш. 29°21′50″ сх. д. / 40.807674767143° пн. ш. 29.363897797564° сх. д.
Технічний Університет Гебзе - Фатіх (тур. Çayırova) — залізнична станція на лінії S-bahn Мармарай, що належить TCDD, у мікрорайоні Джумхурієт, Гебзе.
Конструкція — наземна відкрита з однією острівною платформою. 
Розташована на залізниці Стамбул-Анкара та була введена в експлуатацію в 1992 році. 

Була закрита 29 червня 2012

і перебудована (приблизно 250 метрів було зміщено на захід) і знову відкрита 12 березня 2019 року. 

## Визначні місця поруч
- Технічний університет Гебзе[en]

## Сервіс
| Попередня станція  | Лінія | Лінія    | Лінія | Наступна станція   |
| ------------------ | ----- | -------- | ----- | ------------------ |
| Чаїрова до Халкали |       | Мармарай |       | Османгазі до Гебзе |